# 라탄 타타
라탄 타타(Ratan Tata, 본명: 라탄 나발 타타, Ratan Naval Tata, 1937년 12월 28일~2024년 10월 9일)는 타타 손스의 회장이었던 인도의 산업가였다. 1990년부터 2012년까지 타타 그룹 회장을 역임한 뒤 2016년 10월부터 2017년 2월까지 임시 회장을 역임했다. 2008년에는 인도에서 두 번째로 높은 민간인 훈장인 파드마 부샨(Padma Bhushan)에 이어 2000년에는 세 번째로 높은 민간인 훈장인 파드마 비부샨(Padma Vibhushan)을 받았다.
라탄 타타는 타타 그룹의 창립자인 잠셋지 타타(Jamsetji Tata)의 아들인 라탄지 타타(Ratanji Tata)가 입양한 나발 타타(Naval Tata)의 아들이다. 코넬대학교 건축대학에서 건축학 학사 학위를 취득했다. 1961년 타타에 입사하여 타타 스틸의 작업 현장에서 근무했다. 나중에 1991년 타타 손스가 은퇴하면서 J. R. D. 타타의 뒤를 이어 타타 손스의 회장이 되었다. 타타 그룹은 타타를 주로 인도 중심 그룹에서 글로벌 기업으로 전환하기 위해 테틀리, 재규어랜드로버, 코러스를 인수했다. 타타는 자선가이기도 했다.
타타는 다작의 투자자였으며 30개 이상의 신생 기업에 투자했으며 대부분은 개인 자격으로, 일부는 자신의 투자 회사를 통해 투자했다.